# Serdar Aziz
Serdar Aziz (Bursa, 23 de octubre de 1990) es un futbolista turco que juega en la demarcación de defensa para el Fenerbahçe S. K. de la Superliga de Turquía.

## Selección nacional
Debutó con la selección de fútbol de Turquía el 16 de noviembre de 2014 en un partido de clasificación para la Eurocopa 2016 contra Kazajistán que acabó con un resultado a favor por 3-0, anotando Aziz el tercer gol para el combinado turco.

### Goles internacionales
| #  | Fecha                   | Estadio                      | Oponente   | Gol | Resultado | Competición                         |
| -- | ----------------------- | ---------------------------- | ---------- | --- | --------- | ----------------------------------- |
| 1. | 16 de noviembre de 2014 | Türk Telekom Arena, Estambul | Kazajistán | 3–0 | 3–1       | Clasificación para la Eurocopa 2016 |
| 2. | 7 de septiembre de 2018 | Estadio Şenol Güneş, Trabzon | Rusia      | 1–1 | 1–2       | Liga de Naciones de la UEFA 2018-19 |

## Clubes
| Club              | País    | Año       | Partidos | Goles |
| ----------------- | ------- | --------- | -------- | ----- |
| Bursaspor         | Turquía | 2006-2016 | 171      | 10    |
| Galatasaray S. K. | Turquía | 2016-2019 | 51       | 5     |
| Fenerbahçe S. K.  | Turquía | 2019-     | 135      | 11    |

## Palmarés

### Campeonatos nacionales
| Título               | Club              | País    | Año  |
| -------------------- | ----------------- | ------- | ---- |
| Superliga de Turquía | Bursaspor         | Turquía | 2010 |
| Supercopa de Turquía | Galatasaray S. K. | Turquía | 2016 |
| Superliga de Turquía | Galatasaray S. K. | Turquía | 2018 |
| Copa de Turquía      | Fenerbahçe S. K.  | Turquía | 2023 |